# Maerua boranensis
Maerua boranensis är en kaprisväxtart som beskrevs av Emilio Chiovenda. Maerua boranensis ingår i släktet Maerua och familjen kaprisväxter. Inga underarter finns listade i Catalogue of Life.